# Lövegpajzs

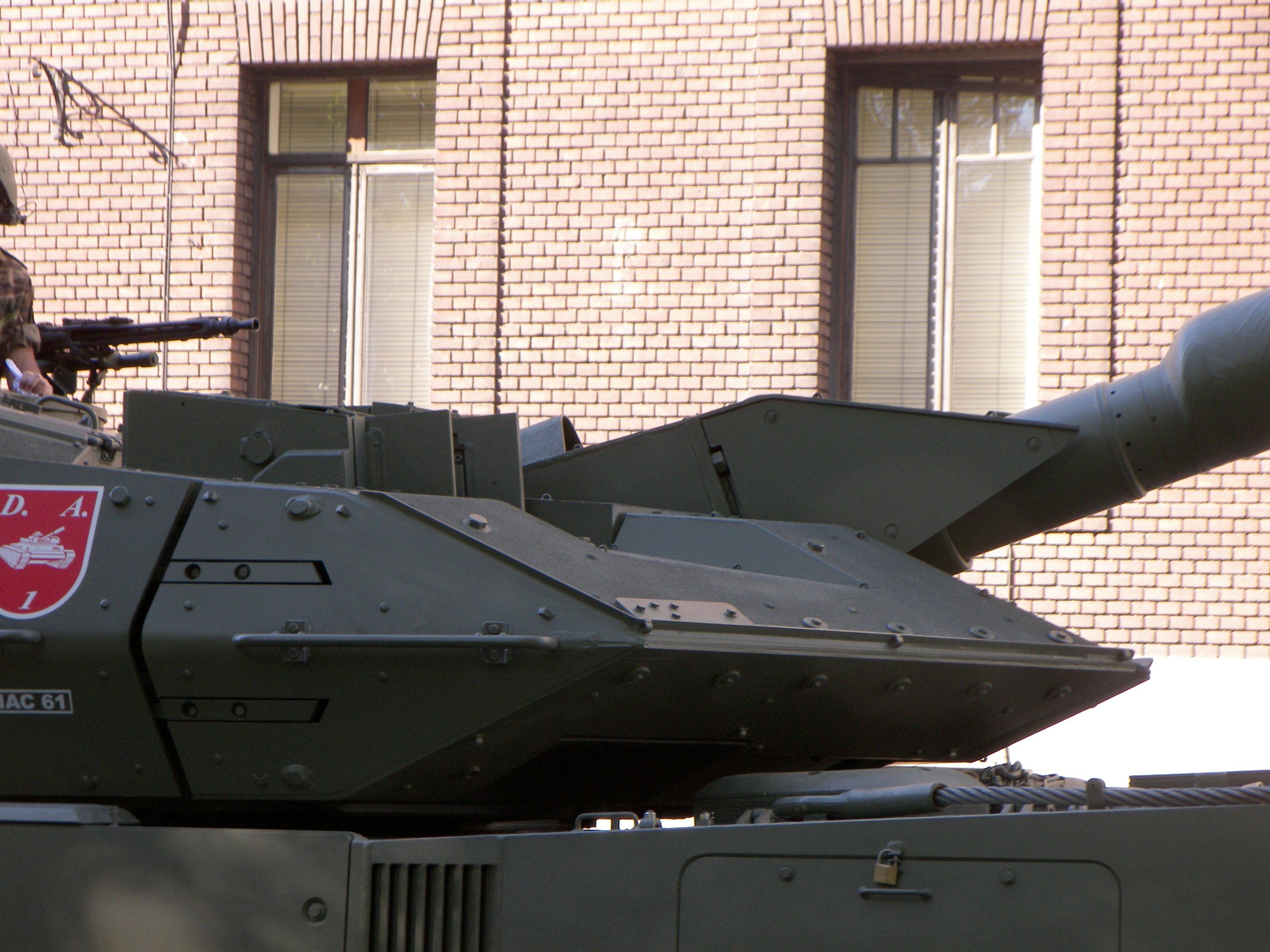
Egy Leopard 2E lövegpajzsa

A lövegpajzs a harcjárművek főfegyverzete körül kialakított páncélrész, amely együtt mozog a járműlöveggel, ezzel védve a lövegcső-torony, vagy -járműfelépítmény (rohamlöveg esetén) találkozását. Védelmi szintje rendszerint egyenértékű a torony, vagy a járműtest páncélvédelmével, gyakran azonban, mivel kiemelt jelentőségű helyen van, magasabb annál (vastagabb).
Rendszerint a löveg csillapítórendszerét védik vele, néha főfegyverzettel párhuzamosított géppuskát is beépítenek ide (pl. Leclerc). A második világháborúban alkalmazott harckocsik esetében gyakori volt a torony teljes szélességében kialakított változat, melyben egyik oldalon a párhuzamosított géppuska, másik oldalon a célzótávcső nyílásai kaptak helyet.

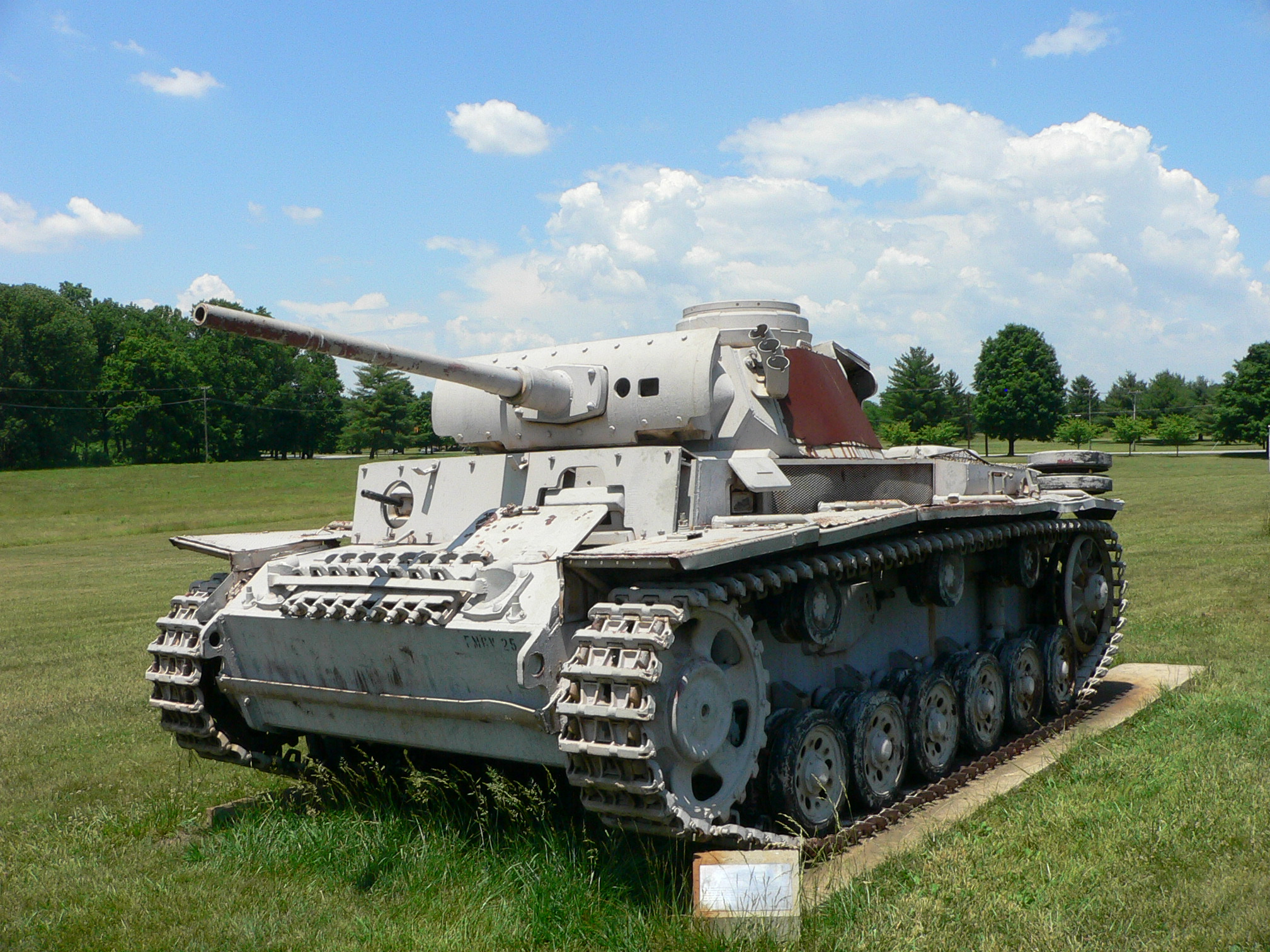
Panzerkampfwagen III lövegpajzsa
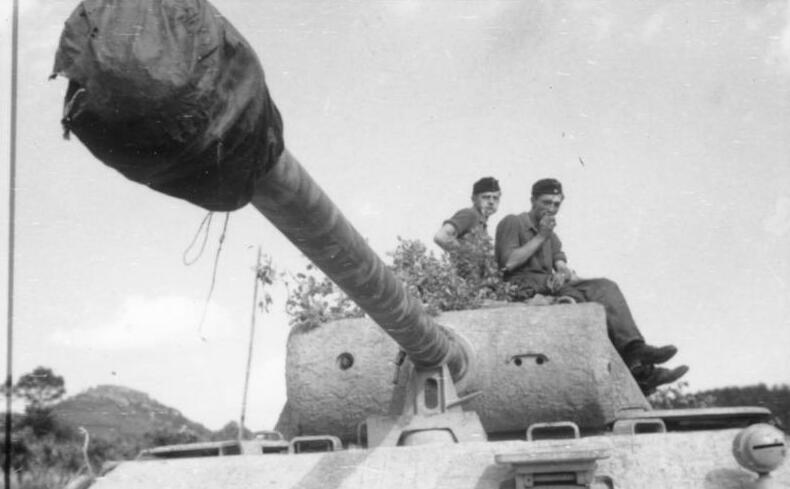
Panther lövegpajzsa
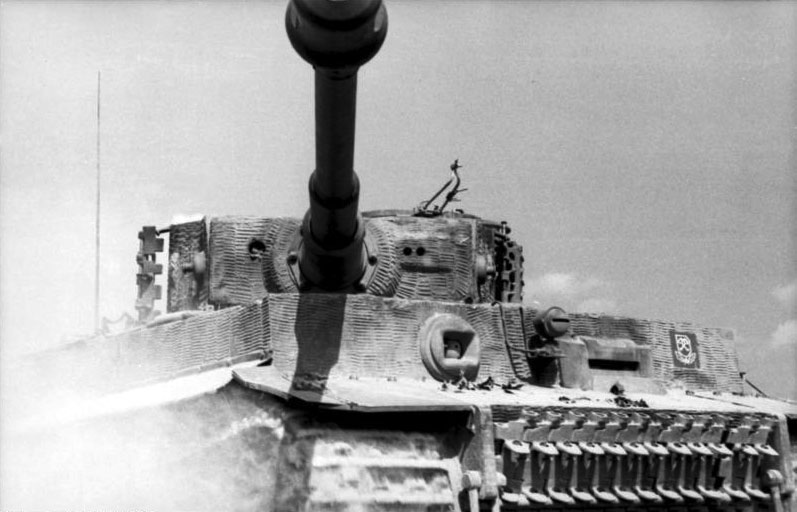
Tiger I lövegpajzsa
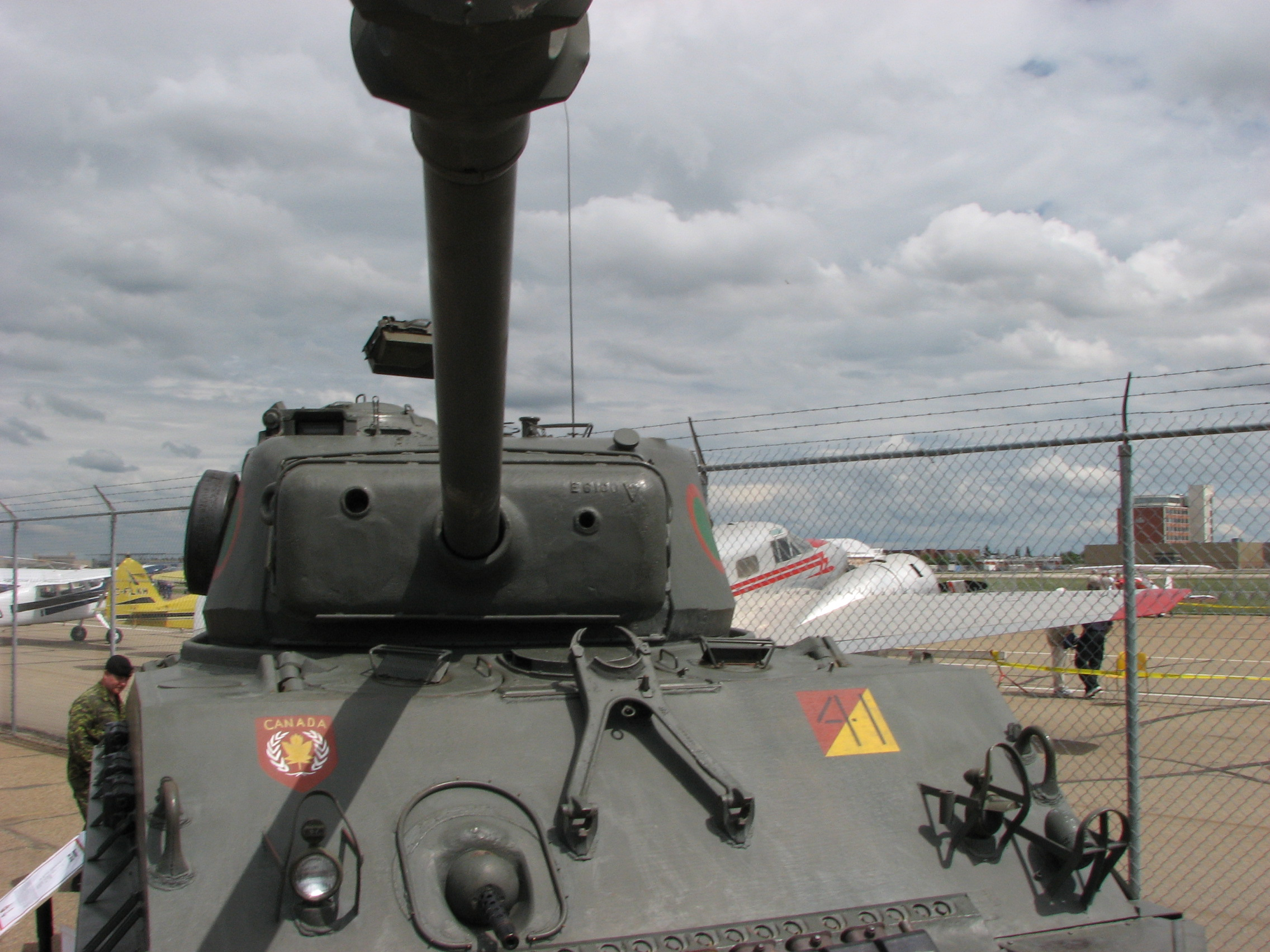
M4 Sherman lövegpajzsa
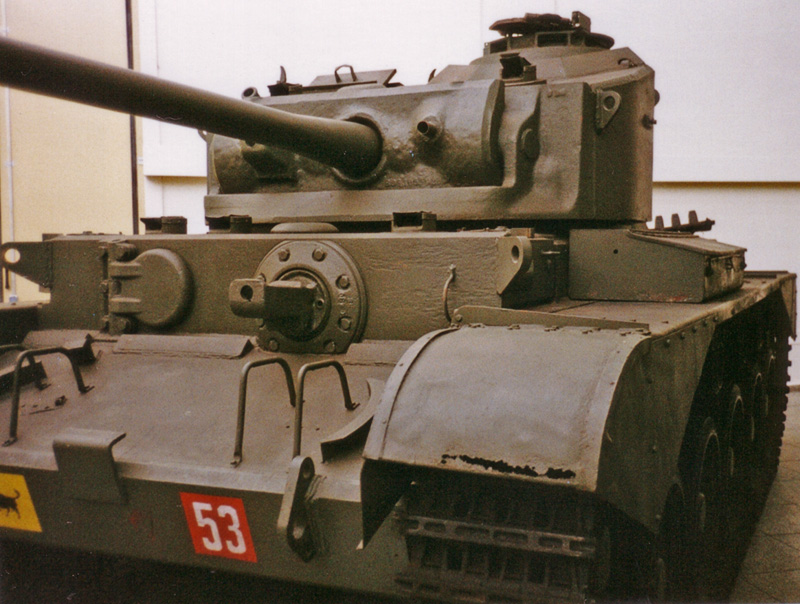
Comet harckocsi lövegpajzsa
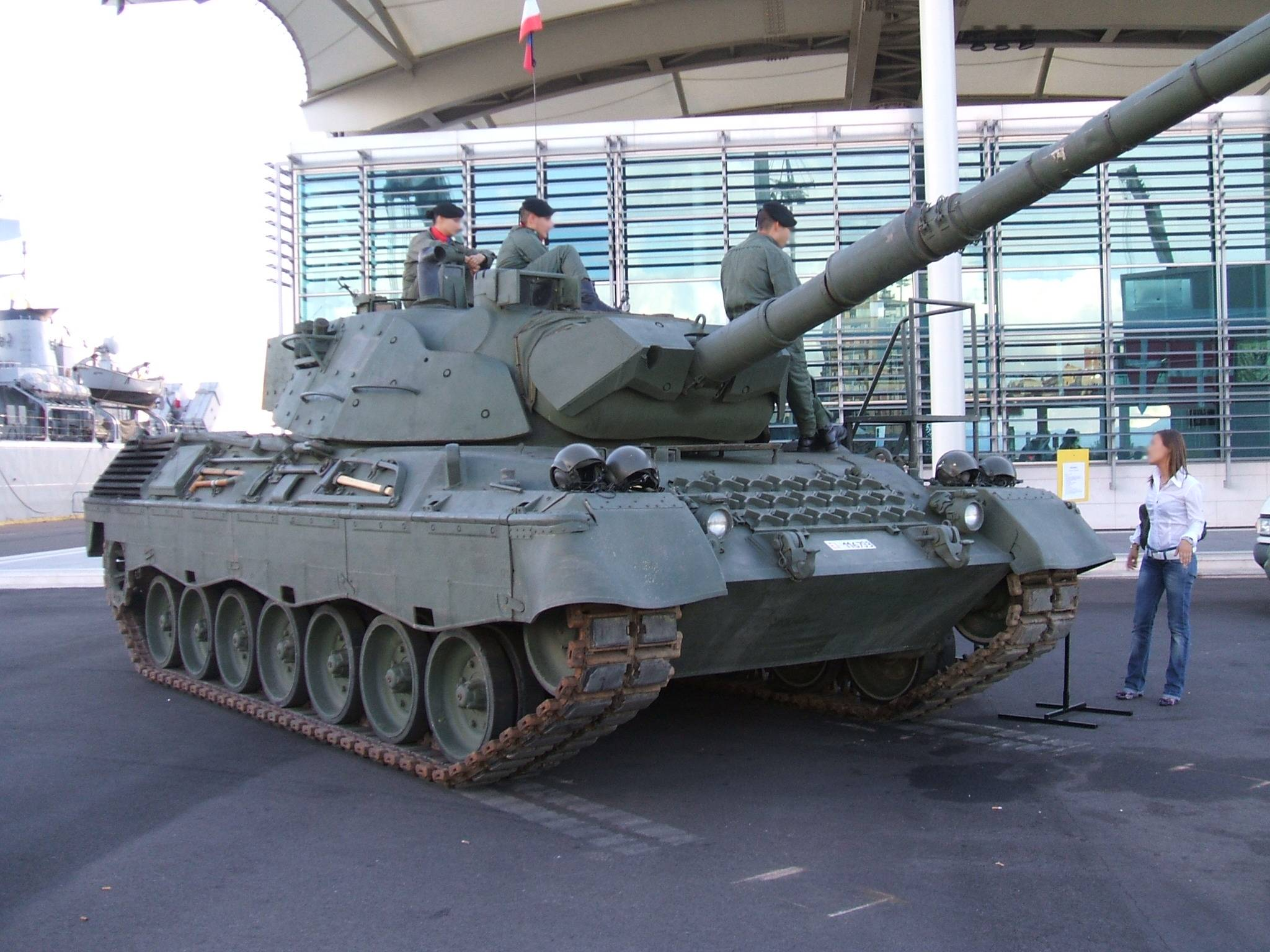
Olasz Leopard 1 harckocsiágyúval együtt felemelt lövegpajzsa
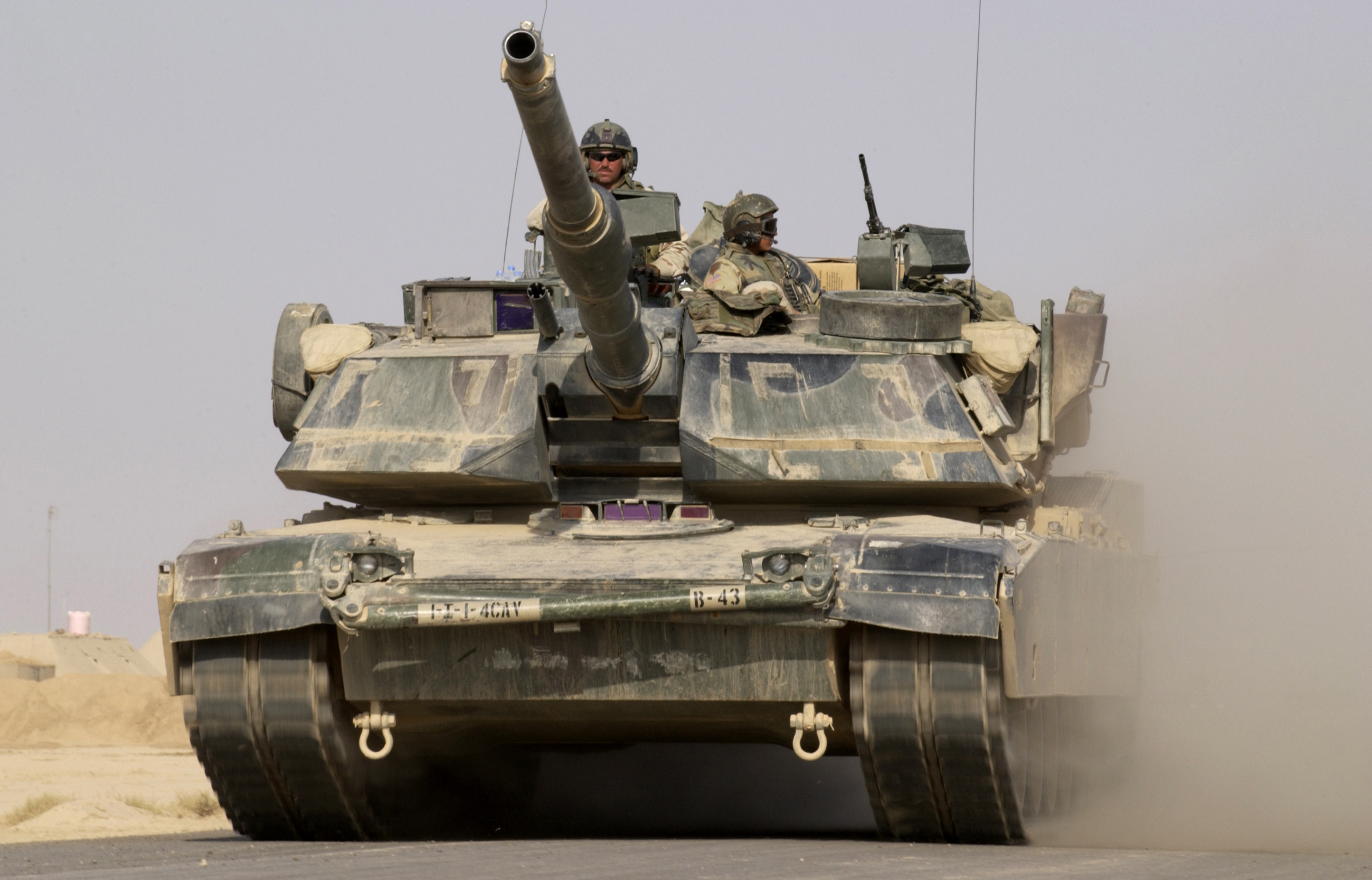
M1 Abrams lövegpajzsa a felemelt harckocsiágyúval
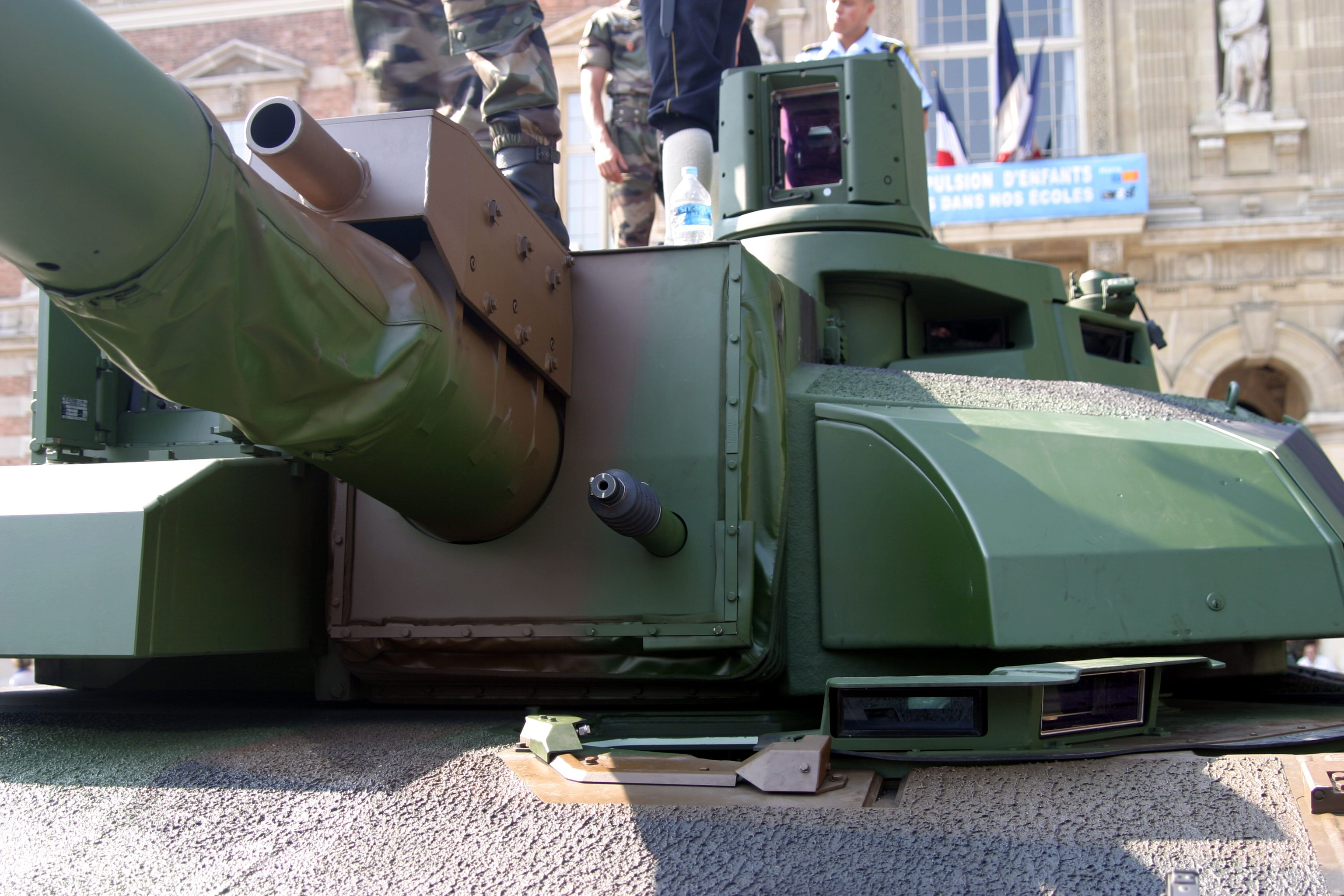
Leclerc nehézharckocsi lövegpajzsa
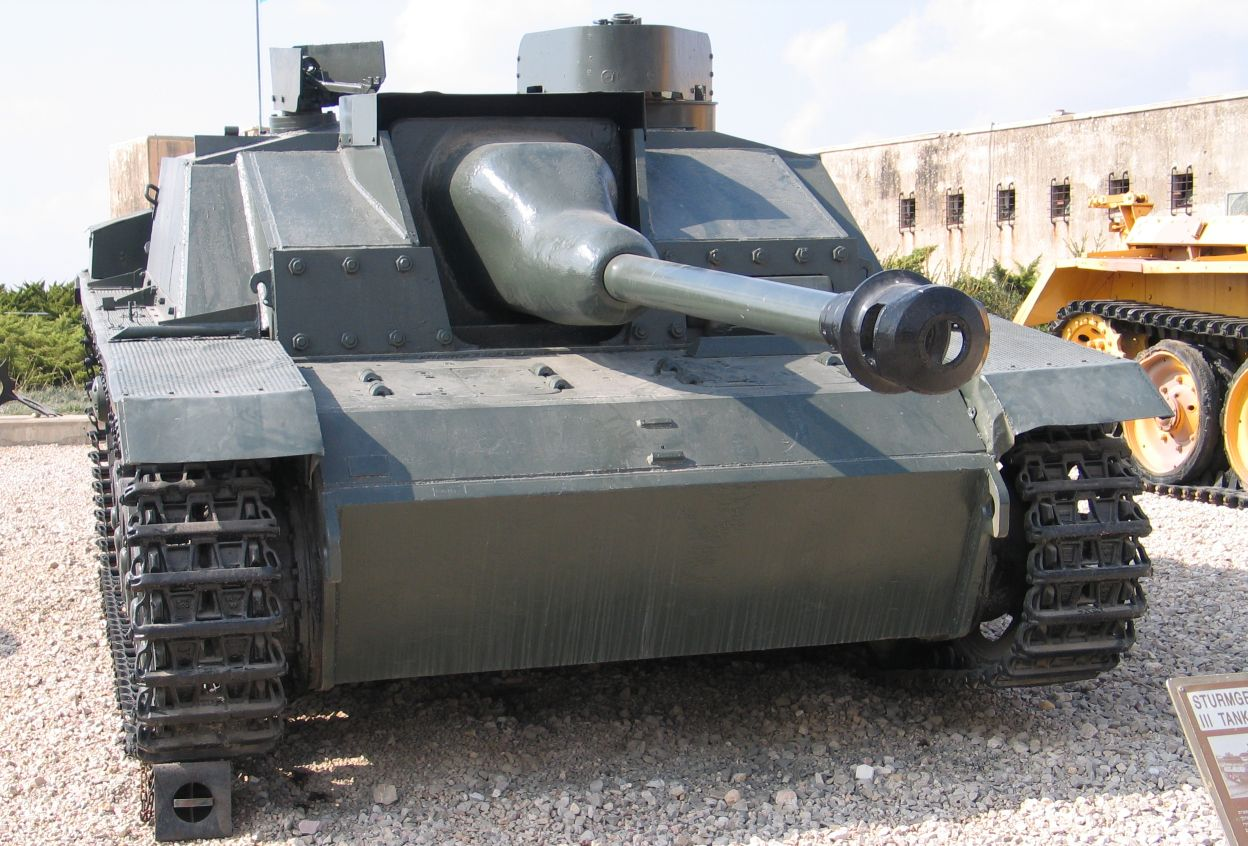
StuG III rohamlöveg lövegpajzsa
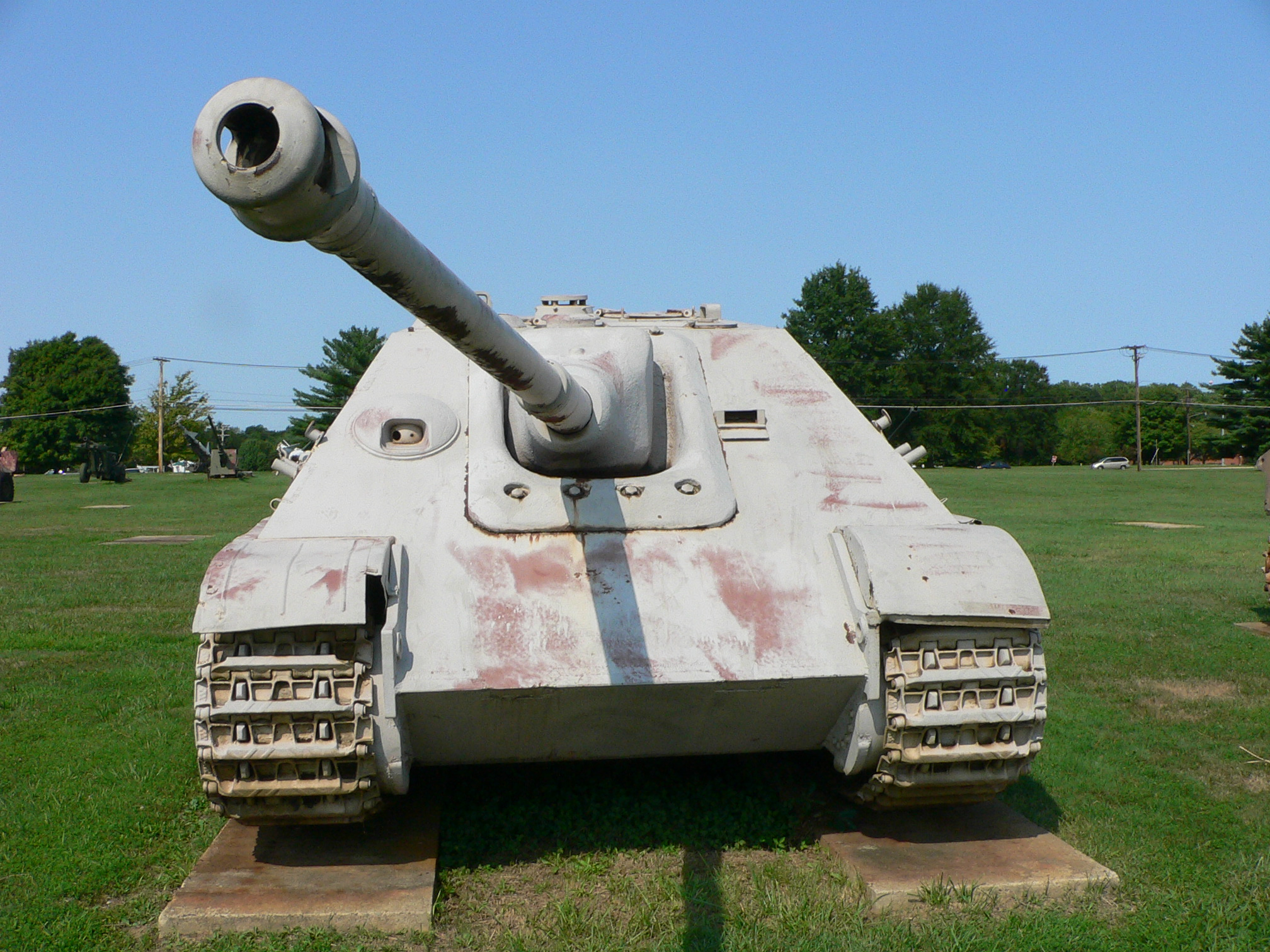
A Jagdpanzer V (Jagdpanther) lövegpajzsa a négycsavaros „blendével”
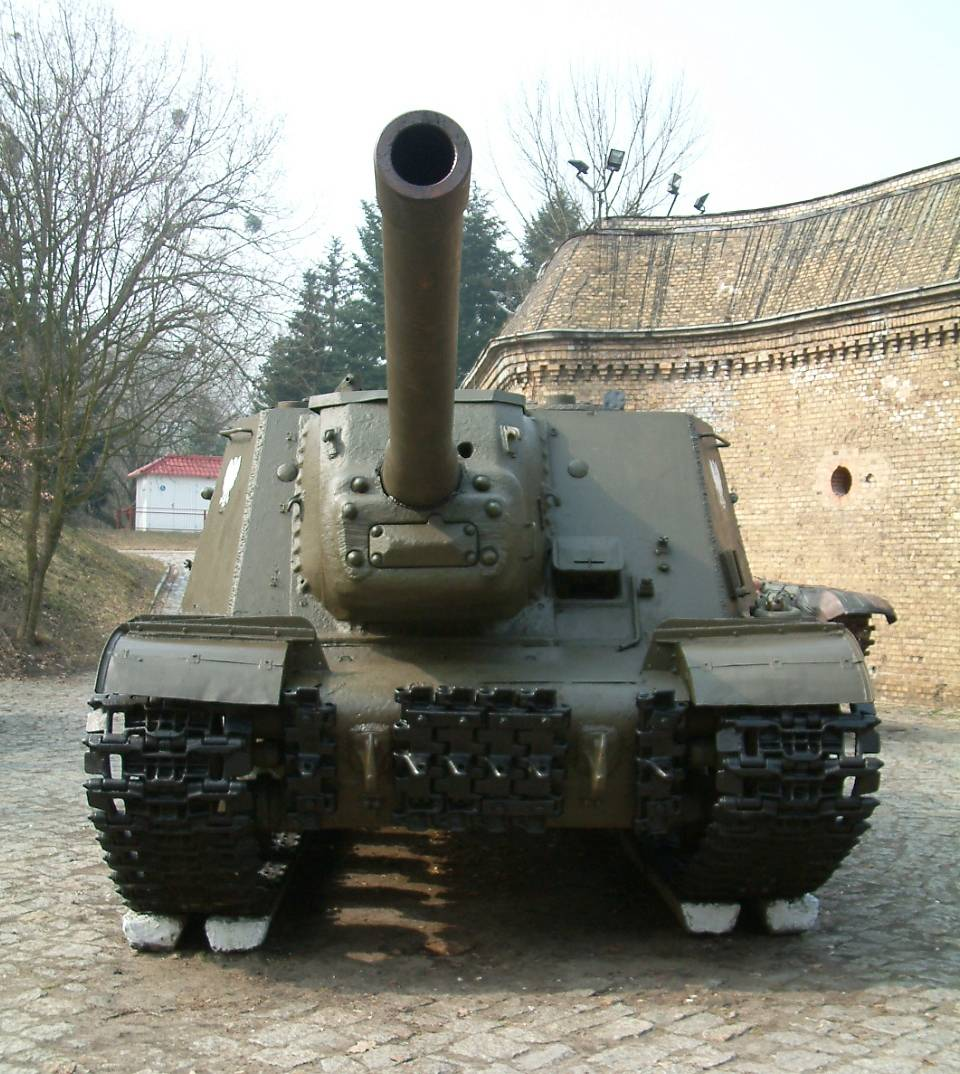
ISZU–122 lövegpajzsa
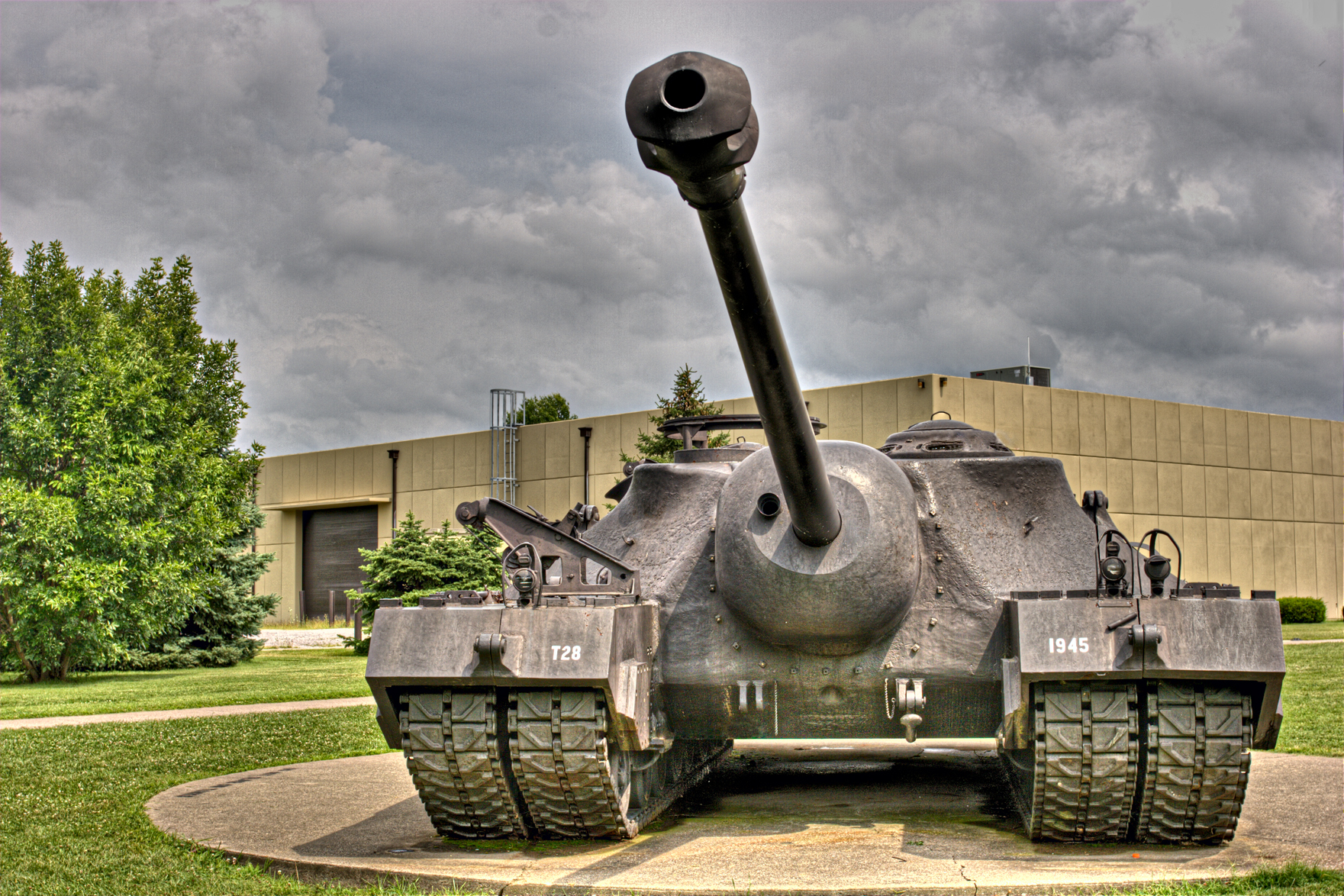
T28 amerikai kísérleti rohamlöveg lövegpajzsa (retusált fotó)